# Katsuhiko Taguchi
Katsuhiko Taguchi, dit Katsu, né le 4 février 1972 à Okayama, est un pilote de rallyes japonais.

## Biographie
Ce pilote nippon a débuté en compétition automobiles en 1990, puis en rallyes en 1994 lors du rallye de Nouvelle-zélande en groupe N, et en 1995 il franchit ponctuellement le pas en WRC prenant régulièrement part aux épreuves mondiales disputées en Nouvelle-Zélande ou en Australie. Outre ces deux pays, Taguchi prend aussi part aux compétitions malaises. 
Il porte à partir de 2002 les couleurs de Ralliart Japan, et désormais celles du Team MRF Tyre. 
Il a toujours évolué sur des véhicules Mitsubishi.

## Palmarès

### Titres
- 1999: Champion d'Asie-Pacifique des rallyes (APRC), sur Mitsubishi Lancer Evolution VI;
- 1999: Champion d'Asie-Pacifique des rallyes du Groupe N, sur Mitsubishi Lancer Evolution VI;
- 2010: Champion d'Asie-Pacifique des rallyes, sur Mitsubishi Lancer Evolution X, 11 ans après son 1er titre continental;
- 1999: Champion d'Asie-Pacifique du Groupe N;
- 1996 et 1997: Champion de Malaisie en Groupe N;
  - 1998: 2e en championnat d'Asie-Pacifique du Groupe N;
  - 1998, 2004, 2006 et 2007: 3e du championnat d'Asie-Pacifique des rallyes;
  - 2005: 5e du championnat d'Asie-Pacifique des rallyes.

### 1 victoire en WRC
- 2007: vainqueur du groupe N au Rallye du Japon (et 8e au classement général);
  - 2002: 7e du RAC Rally;
  - 2001: 8e du rallye de Chypre.

### Victoires APRC
- 2004: Rallye de Chine;
- 2005: Rallye d'Hokkaido;
- 2006 et 2008: Rallye de Nouvelle-Calédonie;
- 1997 et 1998: rallye de Malaisie - vainqueur du groupe N;
- 1999: rallye de Taïlande - vainqueur du groupe N;
- 1999: rallye de Canberra - vainqueur du groupe N;
- 2007: rallye du Japon - vainqueur du groupe N.